# 平汉铁路郑州黄河桥
平汉铁路郑州黄河桥，即郑州黄河铁路老桥，是清末修建的铁路大桥。1905年完工，次年随京汉铁路通车。1969年，改造为单行道公路桥梁。1988年拆除。部分桥梁建筑作为工业文物保存。

## 建筑历史

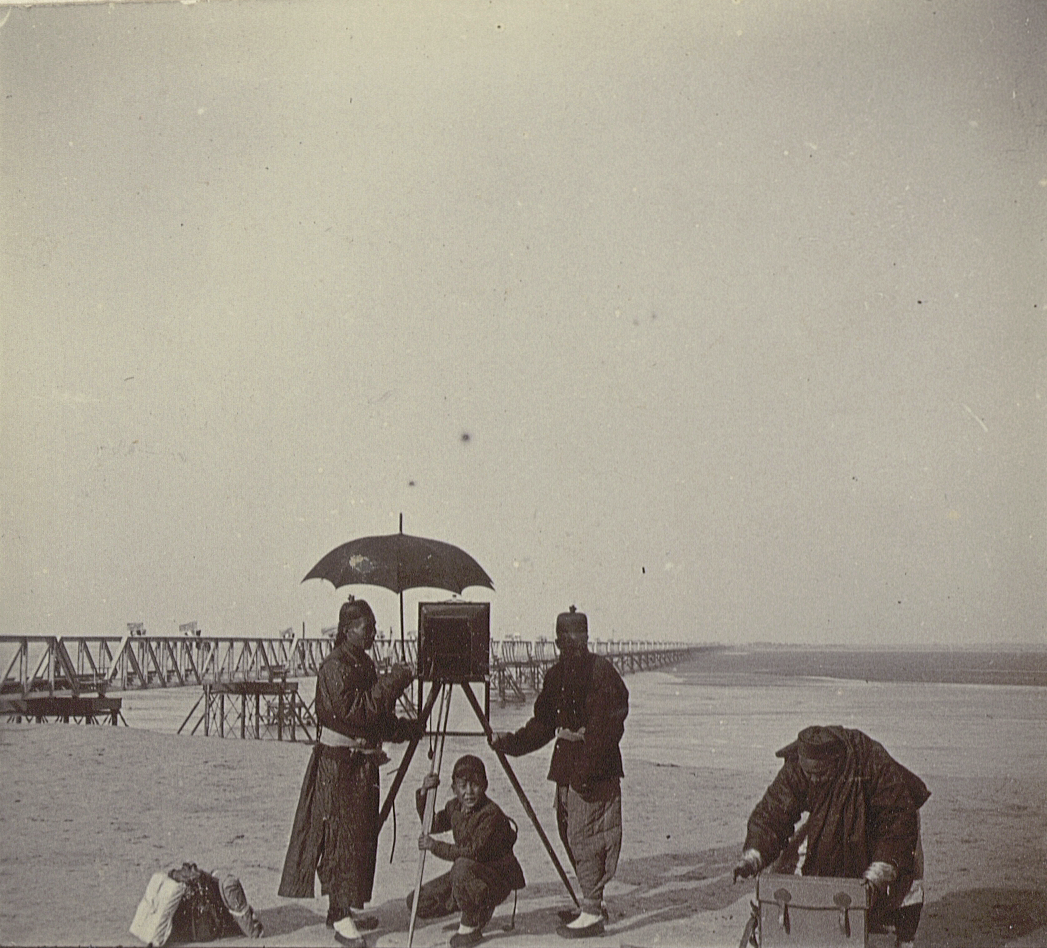
平汉铁路黄河桥全貌，Adolphe Spruyt及Philippe Spruyt兄弟摄于1906至1908年间

1889年，湖广总督张之洞上奏清政府，建议修筑自卢沟桥至汉口的卢汉铁路（建成后改名为京汉铁路）。由于黄河流宽水急，因而建造跨越黄河的铁路桥梁，成为重要的关键性工程。设计阶段有开封、郑州、荥阳、孟津四个建桥选择点，最后选择郑州。因为其黄河两边地势平坦，地处邙山尾，土质坚硬、河床较窄、河道稳定、费用较低。1900年选定桥址。1901年完成定测。1902年开始设计。1903年8月开工建造，为单线铁路桥，1905年11月竣工，1906年4月建成通车。桥梁全长3015米，102孔。工程造价库平银265万两。由比利时公司承建，技术负责人是沙多。该桥是黄河上第一座铁路桥梁，亦是1949年之前中国最长的钢结构铁路大桥。
由于设计者对黄河洪水的冲刷认识有限，并受当时技术限止，造成桥梁浅基。桥墩扎在淤泥里，而非岩石层，导致桥梁不够稳固。洪水季，为防备洪水，需耗费巨资，投放大量片石进行维护。1949年至1952年，郑州铁路局5次对大桥加固，使得2400吨列车可以60千米/时通过。1952年10月31日，中国共产党主席毛泽东视察黄河大桥。1958年7月，黄河中游出现特大洪峰，7月17日17时，花园口洪峰流量22300立方米，水位98.35米，大于10000立方米/秒的洪水持续79小时，7天洪水总量61亿立方米。郑州黄河铁路桥遭受重创，第11号桥墩被冲倒，相邻钢梁落水，导致京广线断线。7月18日，国务院总理周恩来亲临现场指导。经过半个多月的抢修，8月1日大桥抢通。
1960年，嘉应观黄河铁路大桥建成，取代郑州黄河铁路桥，成为京广铁路跨越黄河的桥梁。郑州黄河铁路桥转为备用桥。1969年10月，改造为单行道公路桥，但仍由铁路桥工部门负责维护。每次放行只能通行30～50辆汽车，同一批放行的尾车发一面红色的‘尾旗’，作为通行区间闭锁的办法。
由于该桥的钢梁净高低，汛期阻水严重，1986年铁道部、水利部报请国务院拆除该桥。1987年7月27日开始拆除，1988年6月24日拆除完毕。河南省报经水利部批准留下其中5孔桥梁160米作为工业文物保存在黄河南岸的原址上，作为郑州黄河风景名胜区的一部分开放游览。